# Arenaria radians
Arenaria radians är en nejlikväxtart som beskrevs av George Bentham. Arenaria radians ingår i släktet narvar, och familjen nejlikväxter. Inga underarter finns listade i Catalogue of Life.